# Gerard Piqué
Gerard Piqué Bernabéu (Barcelona, 2 de fevereiro de 1987) é um ex-futebolista espanhol que atuava como zagueiro.
Considerado um dos maiores jogadores da história do Barcelona, defendeu o clube por 14 anos e fez parte de uma geração vitoriosa que conquistou todos os títulos possíveis. Já pela Seleção Espanhola, faturou as Eurocopas de 2008 e 2012 e a Copa do Mundo FIFA de 2010, atuando como titular na final.

## Carreira

### Início
Nascido em Barcelona, Piqué ingressou nas nas categorias de base do Barcelona em 1997, aos 10 anos, permanecendo até 2004, quando foi para o Manchester United.

### Manchester United
Realizou sua estreia pelos Diabos Vermelhos no dia 26 de outubro de 2004, contra o Crewe Alexandra, em jogo válido pela Copa da Liga Inglesa.
No dia 4 de agosto de 2006, foi emprestado ao Zaragoza, da Espanha, onde teve boas atuações nos jogos que disputou. Ao fim da temporada 2006–07, retornou ao Manchester United.

### Barcelona

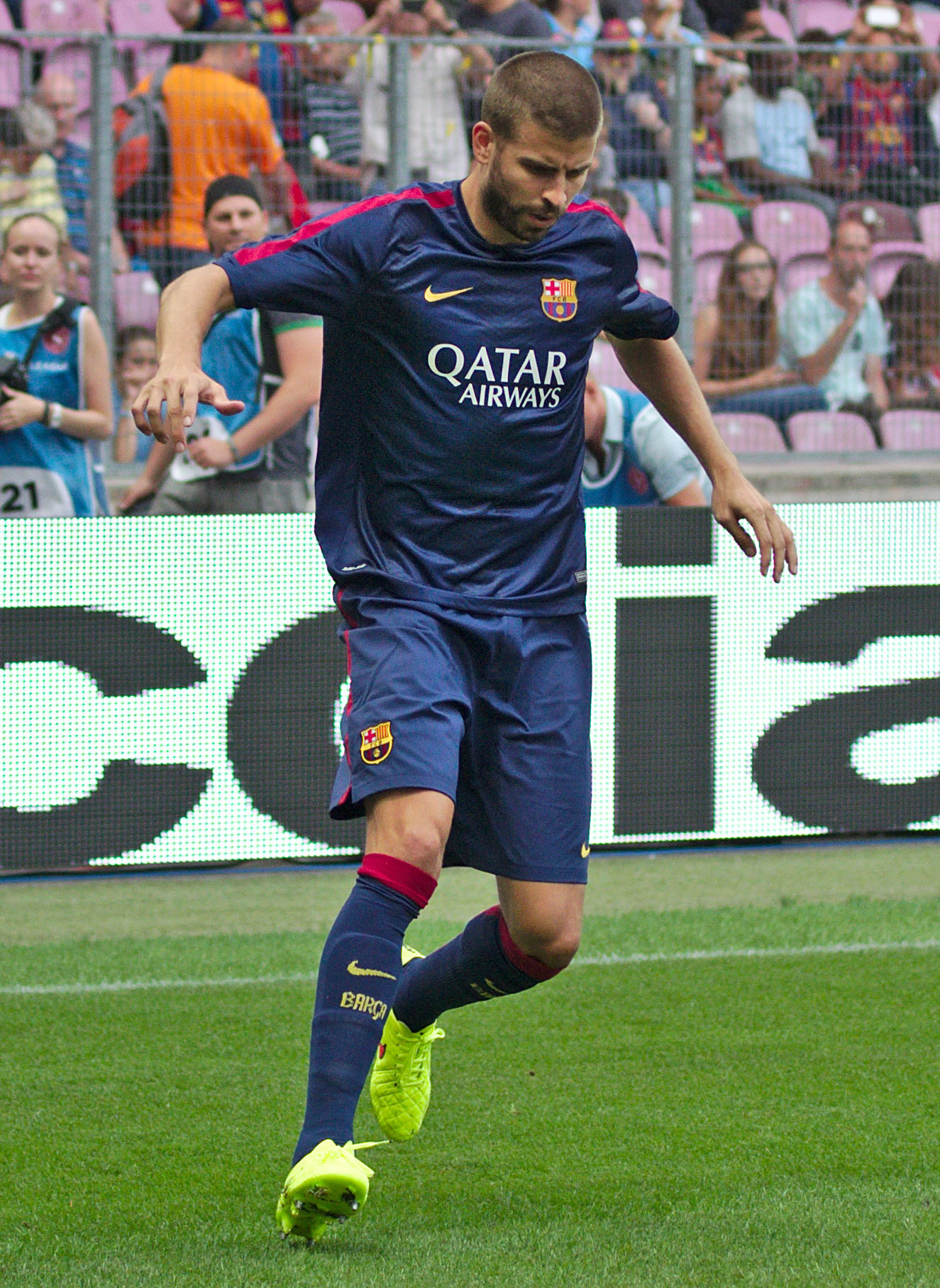
Piqué atuando pelo Barcelona em 2014

No dia 27 de maio de 2008, quatro anos após a sua saída, Piqué voltou ao Barcelona, desta vez no time principal, onde conquistou a La Liga, a Copa do Rei e sua segunda Liga dos Campeões na carreira (na temporada anterior, havia vencido o mesmo torneio com o Manchester United).
O primeiro gol de Piqué no seu retorno ao Barcelona foi no jogo contra o Sporting, no dia 26 de novembro de 2008 pela fase de grupos da Liga dos Campeões. O Barcelona venceu o jogo pelo placar de 5–2. Seu segundo gol para o clube ocorreu dois meses depois, em 29 de janeiro de 2009, na Copa do Rei, em partida contra os rivais locais Espanyol. O Barcelona venceu por 3–2.
Em 13 de maio de 2009, ele conquistou o primeiro troféu na sua carreira com Barcelona com a vitória por 4–1 sobre o Athletic Bilbao na Copa do Rei. Três dias depois, o Barcelona conquistou o título do Campeonato Espanhol com duas rodadas de antecedência após o Real Madrid perder por 3–2 para o Villarreal.
Em 27 de maio de 2009, foi titular na final da Liga dos Campeões contra seu ex-clube, Manchester United, em que o Barcelona ganhou por 2–0. Com isso, conseguiu um histórico "triplete" ao conquistar o Campeonato Espanhol, a Copa do Rei e a Liga dos Campeões na mesma temporada.
Em 26 de fevereiro de 2010, Piqué assinou seu contrato de renovação com o Barcelona com validade até junho de 2015 e cláusula de rescisão de 200 milhões de euros.
Em 22 de setembro de 2010, alcançou a marca de 100 jogos oficiais com a camisa do Barcelona na vitória por 1–0 sobre o Sporting de Gijón, pela 4ª rodada da La Liga.
Em 16 de dezembro de 2012, no jogo vencido por 4–1 contra o Atlético de Madrid pela 17ª rodada da La Liga, Gerard Piqué chegou a marca de 200 jogos oficiais pelo Barcelona. Fez um gol contra o Málaga em 24 de janeiro de 2013, pela Copa do Rei aos 3 minutos do segundo tempo. Marcou mais um gol pelo Barcelona em 10 de fevereiro de 2013, contra o Getafe em uma vitória por 6–1 dentro de casa, com gol marcado aos 45 minutos do segundo tempo.[carece de fontes?]

### Aposentadoria
Em 3 de novembro de 2022, Gerard Piqué informou que faria sua despedida do futebol, em 5 de novembro, no confronto diante do Almería, pelo Campeonato Espanhol.
No dia 5 de novembro de 2022, Gerard Piqué saiu aos 85 minutos de jogo. O Barcelona ganhou de 2–0 diante o Almería com gols de Frenkie de Jong e Ousmane Dembélé. Após o jogo terminar, Piqué teve direito a discurso sendo aplaudido por todo o estádio do Spotify Camp Nou.

## Seleção Nacional

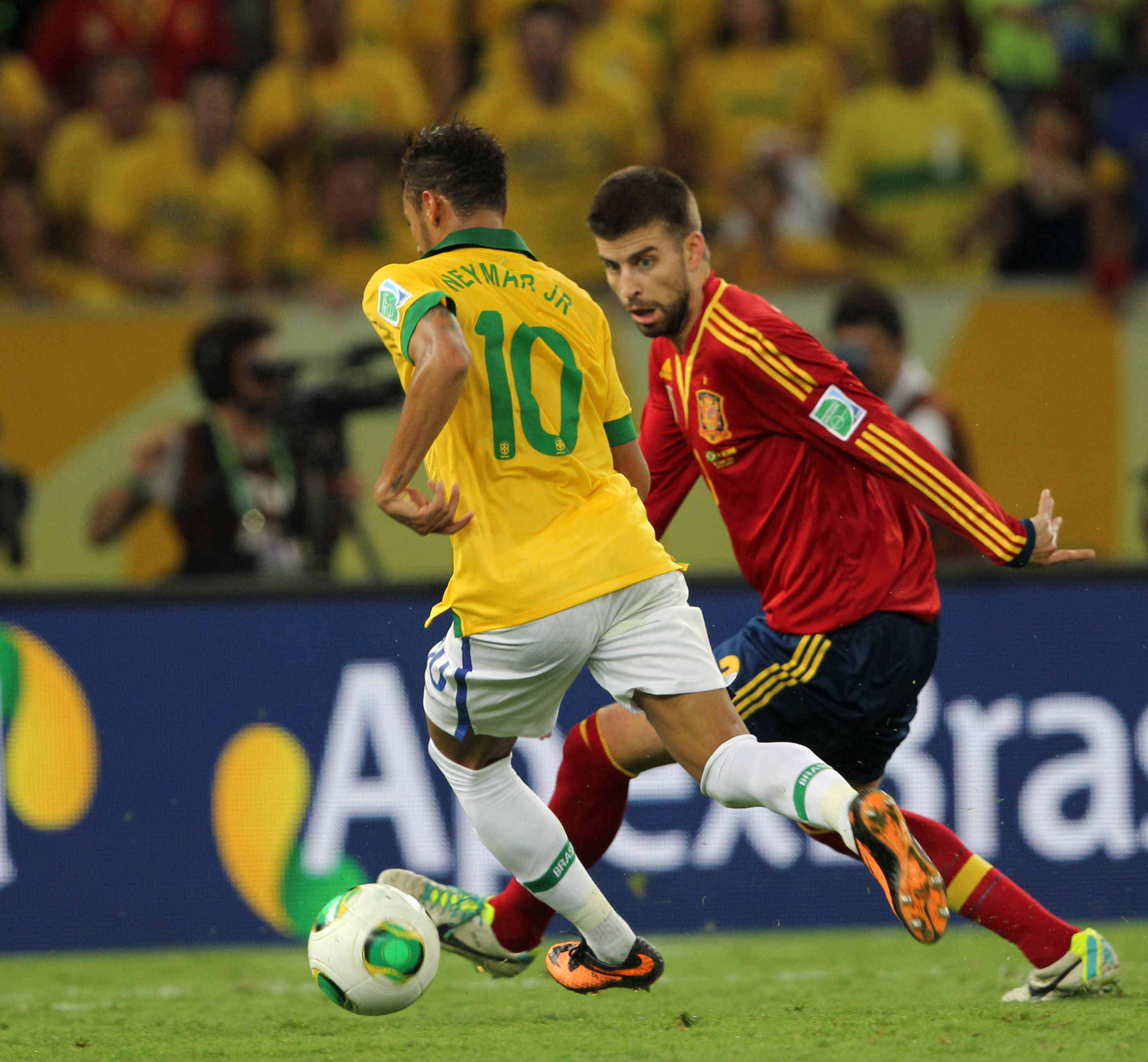
Piqué e Neymar disputam a bola na final da Copa das Confederações de 2013

Gerard Piqué começou a jogar pela Seleção Espanhola aos dezoito anos de idade, quando disputou e venceu o Campeonato Europeu Sub-19 de 2006 que foi disputado na Polônia, derrotando na partida final a Escócia.
No ano seguinte, ele jogou a Copa do Mundo FIFA Sub-20 sendo titular em todos os seis jogos disputados pela Espanha e chegou até a marcar um gol na vitória por 4–2 contra Seleção Brasileira nas oitavas-de-final. Na fase seguinte, Piqué errou um pênalti decisivo e sua seleção foi eliminada pela República Tcheca.
Em 28 de março de 2009, foi convocado para a Seleção principal para substituir seu companheiro de time Carles Puyol e marcou o único gol da vitória espanhola no jogo contra a Turquia, pelas Eliminatórias da Copa do Mundo de 2010.
Foi convocado para a Seleção Espanhola para a Copa do Mundo de 2010, onde sua Seleção sagrou-se campeã vencendo na final a Holanda por 1–0 na prorrogação, com gol de Andrés Iniesta.
Participou da Euro 2012, onde a Espanha foi bicampeã ao vencer a Itália por 4–0.
Esteve na Copa do Mundo de 2014, em que a Espanha foi eliminada ainda na fase de grupos.

### Vaias e aposentadoria em 2018
A partir do jogo amistoso contra a Costa Rica, em 11 de junho de 2015 no Estádio Reino de León, passou a receber vaias a cada vez que tocava na bola. Em 9 de outubro de 2016, após a partida contra a Albânia pelas Eliminatórias da Copa do Mundo de 2018, declarou que se aposentaria da seleção após a Copa de 2018 após receber críticas por cortar as mangas de sua camisa para, supostamente, não mostrar as cores do país. No entanto, o capitão da seleção Sergio Ramos havia feito o mesmo procedimento.
Após a eliminação no pênaltis na Copa do Mundo de 2018, Piqué confirmou a aposentadoria na seleção. O zagueiro alegou que, a partir de agora, quer focar em seu clube, o Barcelona.

## Vida pessoal

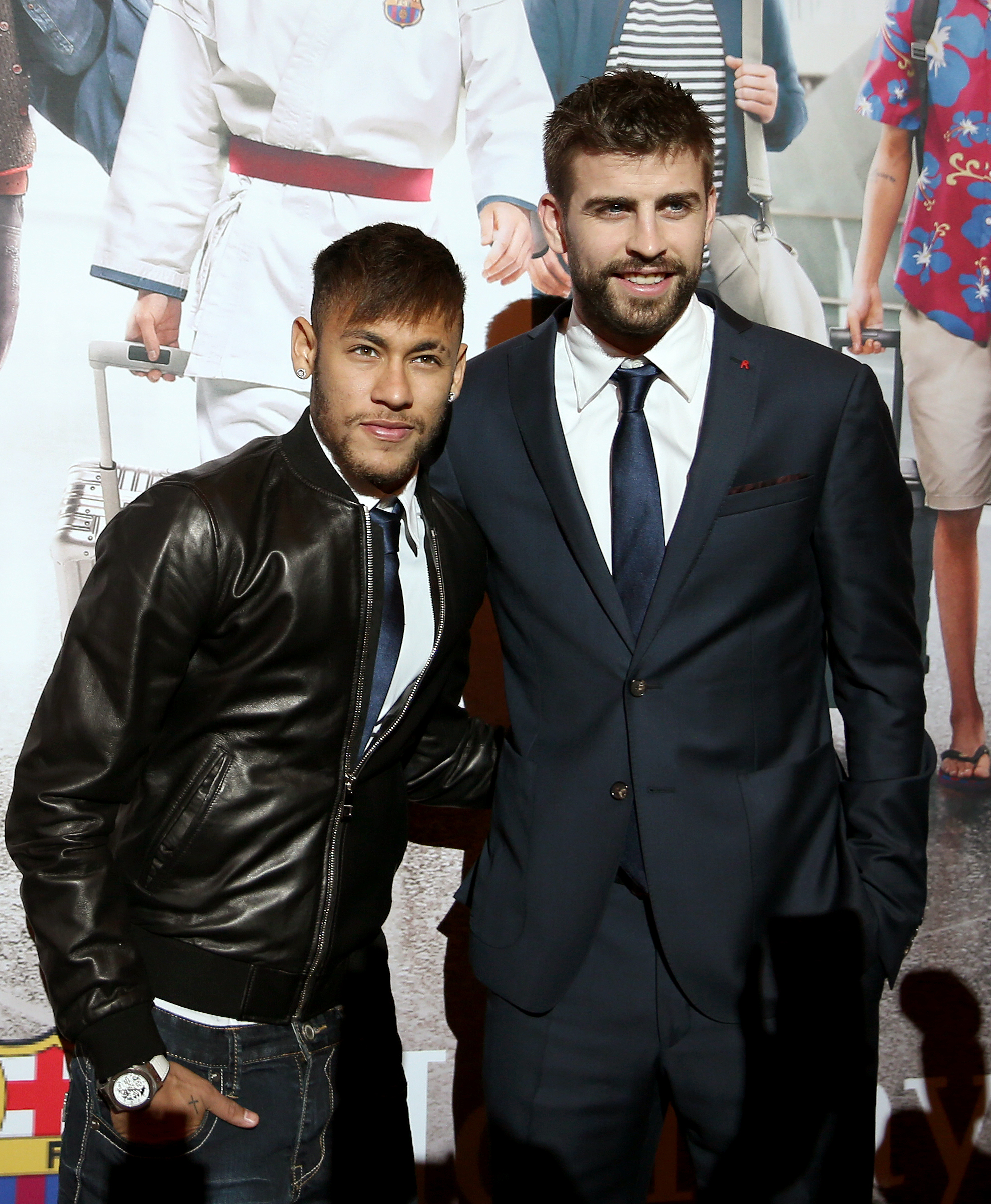
Piqué e Neymar em 2015

Piqué nasceu de uma família da Catalunha. Seu pai, Joan, é advogado e sua mãe, Montserrat, é diretora de um hospital de prestígio sobre lesões da coluna vertebral. Ele tem um irmão mais novo chamado Marc. Seu avô, Amador Bernabéu, é ex-vice-presidente do Barcelona.
Seus melhores amigos são Giovanna, Anne e Benjamin, sendo este último amigo desde a infância e categorias de base do Barcelona.
Após diversos rumores, Piqué assumiu sua relação amorosa com a cantora pop Shakira ao postar uma foto no Facebook onde comemoraram seus aniversários juntos (ambos nasceram em 02 de fevereiro). Em setembro de 2012, o casal confirmou que está esperando seu primeiro filho. A criança, batizada de Milan, nasceu em 22 de janeiro de 2013. Em 2014 Shakira e Piqué confirma o segundo filho(a)
No início de 2015 nasceu Sasha, filho mais novo de seu relacionamento com a cantora Shakira.
Após quase 12 anos de relacionamento, Piqué e Shakira se separaram, devido a uma suposta traição por parte do jogador.
Piqué foi escolhido para ser o rosto da linha de roupas masculinas Mango por quatro temporadas consecutivas, campanha de outono-inverno 2012–13.

## Estatísticas

### Seleção Espanhola
| Seleção | Ano   | Jogos | Gols |
| ------- | ----- | ----- | ---- |
| Espanha | 2009  | 13    | 4    |
| Espanha | 2010  | 16    | 0    |
| Espanha | 2011  | 8     | 0    |
| Espanha | 2012  | 11    | 0    |
| Espanha | 2013  | 11    | 0    |
| Espanha | 2014  | 6     | 0    |
| Espanha | 2015  | 8     | 0    |
| Espanha | 2016  | 12    | 1    |
| Espanha | 2017  | 9     | 0    |
| Espanha | 2018  | 8     | 0    |
| Total   | Total | 102   | 5    |

| #  | Data                  | Local                        | Adversário           | Placar | Resultado | Competição                             |
| -- | --------------------- | ---------------------------- | -------------------- | ------ | --------- | -------------------------------------- |
| 1. | 28 de março de 2009   | Madrid, Espanha              | Turquia              | 1–0    | 1–0       | Eliminatórias da Copa do Mundo de 2010 |
| 2. | 12 de agosto de 2009  | Escópia, Macedônia           | Macedônia do Norte   | 2–2    | 3–2       | Amistoso                               |
| 3. | 5 de setembro de 2009 | Corunha, Espanha             | Bélgica              | 3–0    | 5–0       | Eliminatórias da Copa do Mundo de 2010 |
| 4. | 14 de outubro de 2009 | Zenica, Bósnia e Herzegovina | Bósnia e Herzegovina | 1–0    | 5–2       | Eliminatórias da Copa do Mundo de 2010 |
| 5. | 13 de junho de 2016   | Toulouse, França             | Tchéquia             | 1–0    | 1–0       | Eurocopa de 2016                       |

## Títulos
Manchester United
- Copa da Liga Inglesa: 2005–06
- Supercopa da Inglaterra: 2007
- Premier League: 2007–08
- Liga dos Campeões da UEFA: 2007–08

Barcelona
- La Liga: 2008–09, 2009–10, 2010–11, 2012–13, 2014–15, 2015–16, 2017–18, 2018–19 e 2022-23
- Copa do Rei: 2008–09, 2011–12, 2014–15, 2015–16, 2016–17, 2017–18 e 2020–21
- Liga dos Campeões da UEFA: 2008–09, 2010–11 e 2014–15
- Supercopa da Espanha: 2009, 2010, 2011, 2013, 2016 e 2018
- Supercopa da UEFA: 2009, 2011 e 2015
- Mundial de Clubes da FIFA: 2009, 2011 e 2015[48]
- International Champions Cup: 2017
- Troféu Joan Gamper: 2017

Espanha
- Eurocopa Sub-19: 2006
- Copa do Mundo: 2010
- Eurocopa: 2012

### Prêmios individuais
- Jogador revelação do Campeonato Espanhol: 2008–09
- FIFA World XI: 2010, 2011, 2012, 2016
- Time do Ano da UEFA: 2010, 2011, 2012, 2015 e 2016
- Equipe do Ano da ESM (European Media Sports): 2011
- Campeonato Europeu da UEFA equipe do torneio: 2012
- Real Ordem de Mérito Esportivo: 2011[49][50]
- 38º melhor jogador do ano de 2016 (The Guardian)[51]
- 16º melhor jogador do ano de 2016 (Marca)[52]